# J'veux pas que tu t'en ailles
Pour plus de détails, voir Fiche technique et Distribution.
J'veux pas que tu t'en ailles  est un film français réalisé par Bernard Jeanjean sorti en 2007.

## Synopsis
Paul est un brillant psychanalyste. Marié à Carla, il ne semble pas voir que son couple bat de l'aile. Raphaël, l'un de ses patients, lui confie qu'il est tombé amoureux d'une femme mariée prénommée Carla.

## Fiche technique
- Réalisateur : Bernard Jeanjean
- Scénariste  : Bernard Jeanjean
- Producteur : Fabrice Goldstein et Antoine Rein de Karé Productions
- Musique du film : Christophe Julien
- Directeur de la photographie : Éric Guichard
- Montage :  Nathalie Hubert
- Distribution des rôles :  Richard Rousseau
- Création des décors :  Bettina von den Steinen
- Décorateur de plateau :  Sébastien Monteux-Halleur
- Création des costumes : Juliette Chanaud
- Société de production : Karé Productions, en association avec Cinémage 1
- Société de distribution : UGC
- Pays de production  :  France
- Genre : comédie romantique
- Durée : 95 minutes
- Date de sortie : 
  - France : 25 avril 2007

## Distribution
- Richard Berry : Paul
- Judith Godrèche : Carla
- Julien Boisselier : Raphaël
- Martine Fontaine : Emma
- Éric Laugérias : Marc
- Céline Samie : Florence
- Morgan Costa Rouchy : Lukas
- Dany Benedito : Betty
- Karin Bernfeld : La patiente anorexique
- Philippe Beauchamp : Le cuistot
- Bernard Jeanjean : Le policier municipal